# Rodd vid olympiska sommarspelen 1976
Rodd vid olympiska sommarspelen 1976 avgjordes mellan 18 och 25 juli. Det var första gången olympiska tävlingar i rodd hölls för damer, 205 kvinnor från 16 nationer tävlade i sex grenar. Det totala antalet grenar ökade till det dubbla från tidigare sju till 14, då fyrsculler infördes som ny gren även för herrarna.

## Medaljsammanfattning
Damer
| Gren                          | Guld | Silver | Brons |
| Singelsculler Detaljer...     | Christine Scheiblich (GDR) | Joan Lind (USA) | Jelena Antonova (URS) |
| Dubbelsculler Detaljer...     | Svetla Otsetova och Zdravka Jordanova (BUL) | Sabine Jahn och Petra Boesler (GDR) | Eleonora Kaminskaitė och Genovaitė Ramoškienė (URS)                                                                          |
| Scullerfyra Detaljer...       | Östtyskland Roswietha Zobelt Jutta Lau Viola Poley Anke Borchmann Liane Buhr                                                                                | Sovjetunionen Anna Kondrasjina Mira Brjunina Larisa Alexandrova Galina Jermolajeva Nadezjda Tjernysjeva                                                  | Rumänien Ioana Tudoran Maria Micșa Felicia Afrăsiloaie Elisabeta Lazăr Elena Giurcă                                          |
| Tvåa utan styrman Detaljer... | Siika Barbulova Stojanka Grouittjeva (BUL) | Angelika Noack och Sabine Dähne (GDR) | Edith Eckbauer och Thea Einöder (FRG)                                                                                        |
| Fyra med styrman Detaljer...  | Östtyskland Karin Metze Bianka Schwede Gabriele Lohs Andrea Kurth Sabine Heß                                                                                | Bulgarien Ginka Gjurova Liljana Vaseva Reni Jordanova Marijka Modeva Kapka Georgieva                                                                     | Sovjetunionen Nadezjda Sevostianova Ljudmila Krochina Galina Misjenina Anna Pasocha Lidija Krylova                           |
| Åtta med styrman Detaljer...  | Östtyskland Viola Goretzki Christiane Knetsch-Köpke Ilona Richter Brigitte Ahrenholz Monika Kallies Henrietta Ebert Helma Lehmann Irina Müller Marina Wilke | Sovjetunionen Ljubov Talalajeva Nadezjda Rosjtjina Klavdija Koženkova Olena Zubko Olha Kolkova Nelli Tarakanova Nadija Rozjon Olha Huzenko Olha Puhovska | USA Jackie Zoch Anita DeFrantz Carie Graves Marion Greig Anne Warner Peggy McCarthy Carol Brown Gail Ricketson Lynn Silliman |

Herrar
| Gren                          | Guld | Silver | Brons |
| Singelsculler Detaljer...     | Pertti Karppinen (FIN) | Peter-Michael Kolbe (FRG) | Joachim Dreifke (GDR) |
| Dubbelsculler Detaljer...     | Frank Hansen och Alf Hansen (NOR) | Chris Baillieu och Mike Hart (GBR) | Jürgen Bertow och Hans-Ulrich Schmied (GDR)                                                                                    |
| Scullerfyra Detaljer...       | Östtyskland Wolfgang Güldenpfennig Rüdiger Reiche Karl-Heinz Bußert Michael Wolfgramm                                                                              | Sovjetunionen Jevgenij Dulejev Jurij Jakimov Aivars Lazdenieks Vytautas Butkus                                                                         | Tjeckoslovakien Jaroslav Hellebrand Václav Vochoska Zdeněk Pecka Vladek Lacina                                                 |
| Tvåa utan styrman Detaljer... | Bernd Landvoigt och Jörg Landvoigt (GDR) | Calvin Coffey och Mike Staines (USA) | Peter van Roye och Thomas Strauss (FRG)                                                                                        |
| Tvåa med styrman Detaljer...  | Östtyskland Harald Jährling Friedrich-Wilhelm Ulrich Georg Spohr                                                                                                   | Sovjetunionen Dmitrij Bechterev Jurij Sjurkalov Jurij Lorentsson                                                                                       | Tjeckoslovakien Oldřich Svojanovský Pavel Svojanovský Ludvík Vébr                                                              |
| Fyra utan styrman Detaljer... | Östtyskland Siegfried Brietzke Andreas Decker Stefan Semmler Wolfgang Mager                                                                                        | Norge Ole Nafstad Arne Bergodd Finn Tveter Rolf Andreassen                                                                                             | Sovjetunionen Raul Arnemann Nikolaj Kuznetsov Valerij Dolinin Anusjavan Gasan-Dzjalalov                                        |
| Fyra med styrman Detaljer...  | Sovjetunionen Vladimir Esjinov Nikolai Ivanov Michail Kuznetsov Aleksandr Klepikov Aleksandr Lukjanov                                                              | Östtyskland Andreas Schulz Rüdiger Kunze Walter Dießner Ullrich Dießner Johannes Thomas                                                                | Västtyskland Hans-Johann Färber Ralph Kubail Siegfried Fricke Peter Niehusen Hartmut Wenzel                                    |
| Åtta med styrman Detaljer...  | Östtyskland Bernd Baumgart Gottfried Döhn Werner Klatt Hans-Joachim Lück Dieter Wendisch Roland Kostulski Ulrich Karnatz Karl-Heinz Prudöhl Karl-Heinz Danielowski | Storbritannien Richard Lester John Yallop Timothy Crooks Hugh Matheson David Maxwell James Clark Frederick Smallbone Leonard Robertson Patrick Sweeney | Nya Zeeland Ivan Sutherland Trevor Coker Peter Dignan Lindsay Wilson Athol Earl Dave Rodger Alex McLean Tony Hurt Simon Dickie |

## Medaljtabell
| Nation          | Guld | Silver | Brons | Totalt |
| Östtyskland     | 9    | 3      | 2     | 14     |
| Bulgarien       | 2    | 1      | 0     | 3      |
| Sovjetunionen   | 1    | 4      | 4     | 9      |
| Norge           | 1    | 1      | 0     | 2      |
| Finland         | 1    | 0      | 0     | 1      |
| USA             | 0    | 2      | 1     | 3      |
| Storbritannien  | 0    | 2      | 0     | 2      |
| Västtyskland    | 0    | 1      | 3     | 4      |
| Tjeckoslovakien | 0    | 0      | 2     | 2      |
| Rumänien        | 0    | 0      | 1     | 1      |
| Nya Zeeland     | 0    | 0      | 1     | 1      |
|                 |      |        |       |        |
| Totalt          | 14   | 14     | 14    | 42     |